# Franz Xaver Stöber
Franz Xaver Stöber   (Viena, 20 de febrer de 1795 - Viena, 11 d'abril de 1858) fou un escriptor austríac i litògraf.

## Biografia
Va rebre la seva primera educació artística del seu pare, Joseph Stober, gravador, i va assistir amb èxit a l'Acadèmia de Belles Arts de Viena (Akademie der bildenden Künste Wien), on Hubert Maurer era professor. Es va reunir amb el primer favor del públic en 1815 amb una sèrie de gravats que representen escenes mitològiques. Comença a treballar amb la siderografia el 1829, una tècnica que permet més oportunitats que el gravat de coure. També es dedica a la impressió de làmines en color. Va ser nomenat membre de l'Acadèmia el 1835, escriptor de la Cort el 1842 i professor de la gravació a l'Acadèmia el 1844.
El seu treball arriba a uns 2500 obres. Al costat d'una gran quantitat de retrats (per exemple, Grillparzer, Hammer-Purgstall o Castelli), produeix grans formats per a l'almanac de la societat d'artistes i un considerable nombre de miniatures i il·lustracions de llibres, com el de Heinrich Joseph Hölzl, Der Mythos alter Dichter in bildlichen Darstellungen, amb 61 retrats gravats sobre personatges de la mitologia antiga. Se li atribueix el gravat sobre la processó del funeral de Beethoven (1827).
També treballa en obres del seu cunyat Johann Ender (com Le duc de Reichstadt sur son lit de mort), i de pintors com Josef Danhauser, Johann Peter Krafft, Friedrich von Amerling, Ferdinand Georg Waldmüller, Peter Fendi o Fischbach. Entre els seus estudiants es pot destacar Joseph Selleny.
El 1877 li van dedicar un carrer a Viena, al barri de Margareten: Stöbergasse.

## Galeria de retrats de Stöber

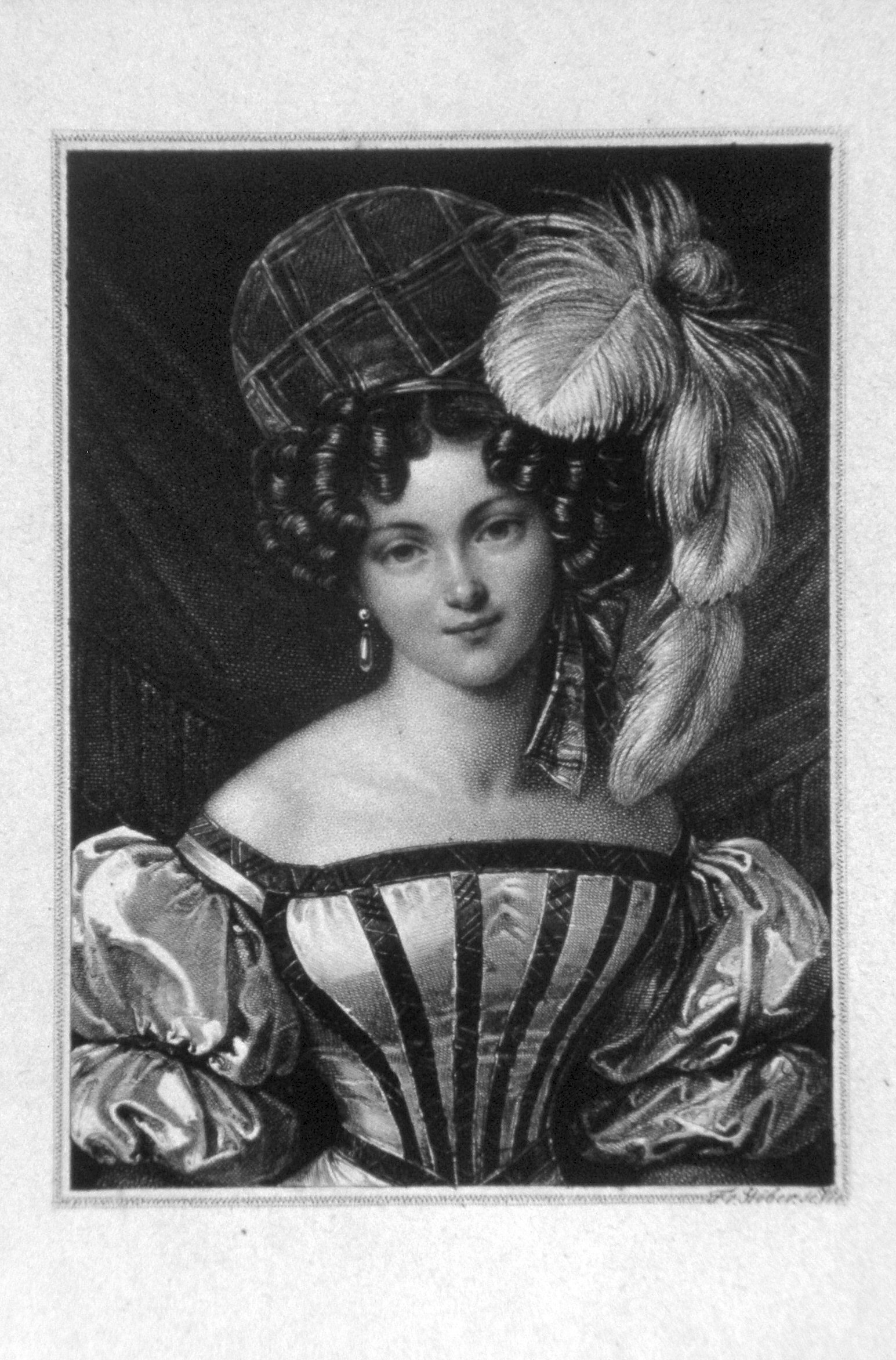
Henriette Sontag
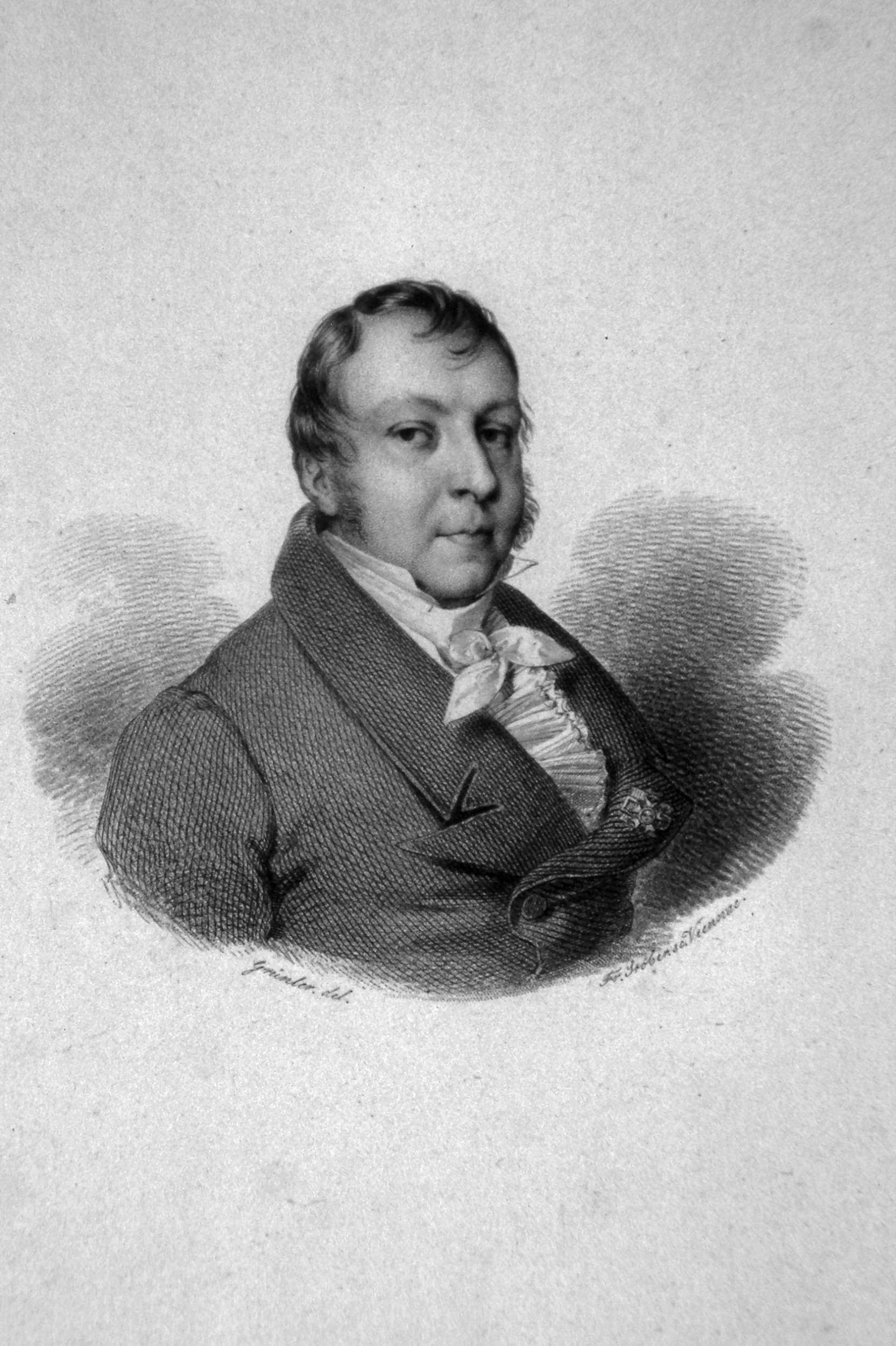
Johann Nepomuk Hummel
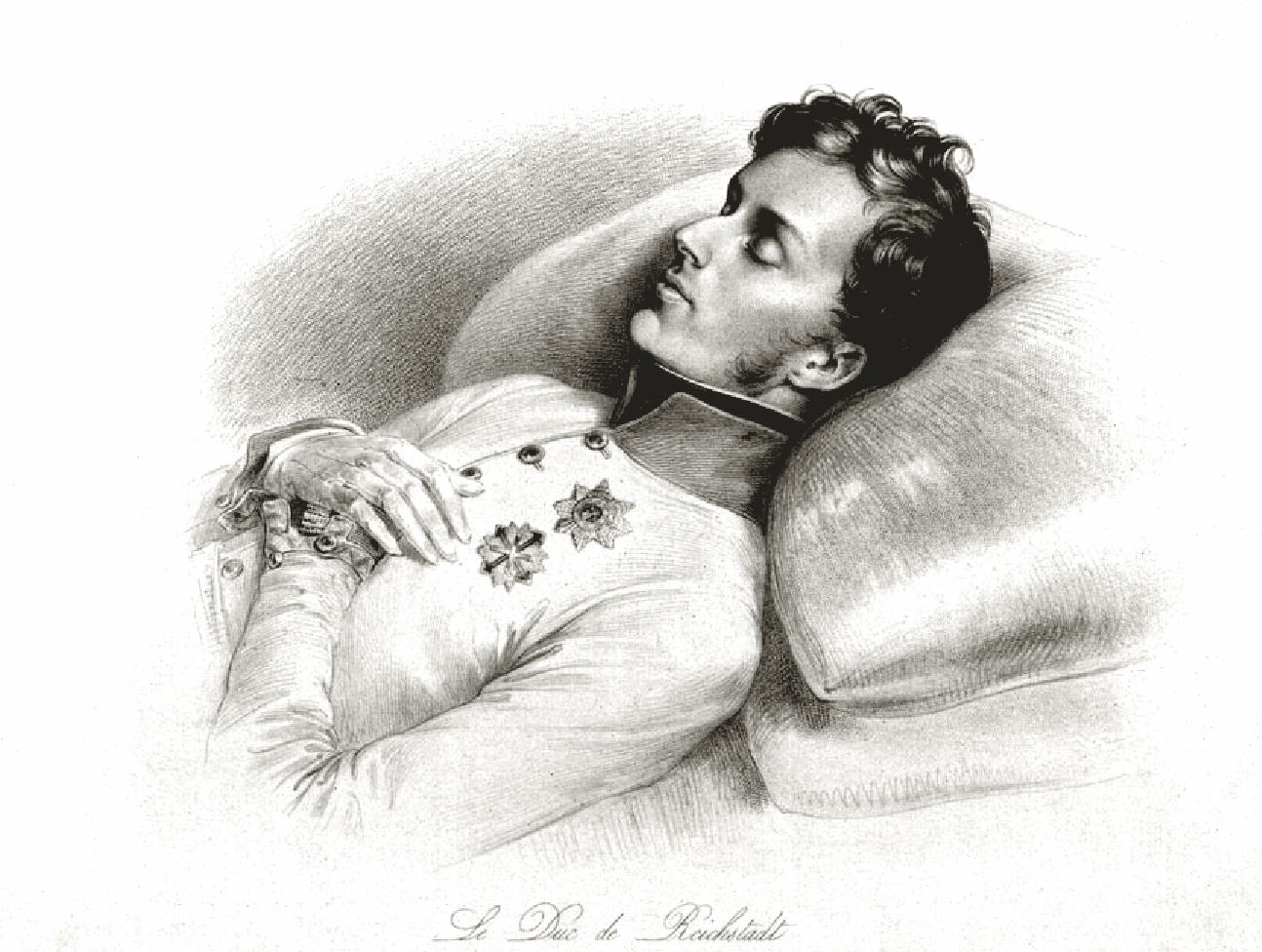
Napoleon II en el seu llit e mort
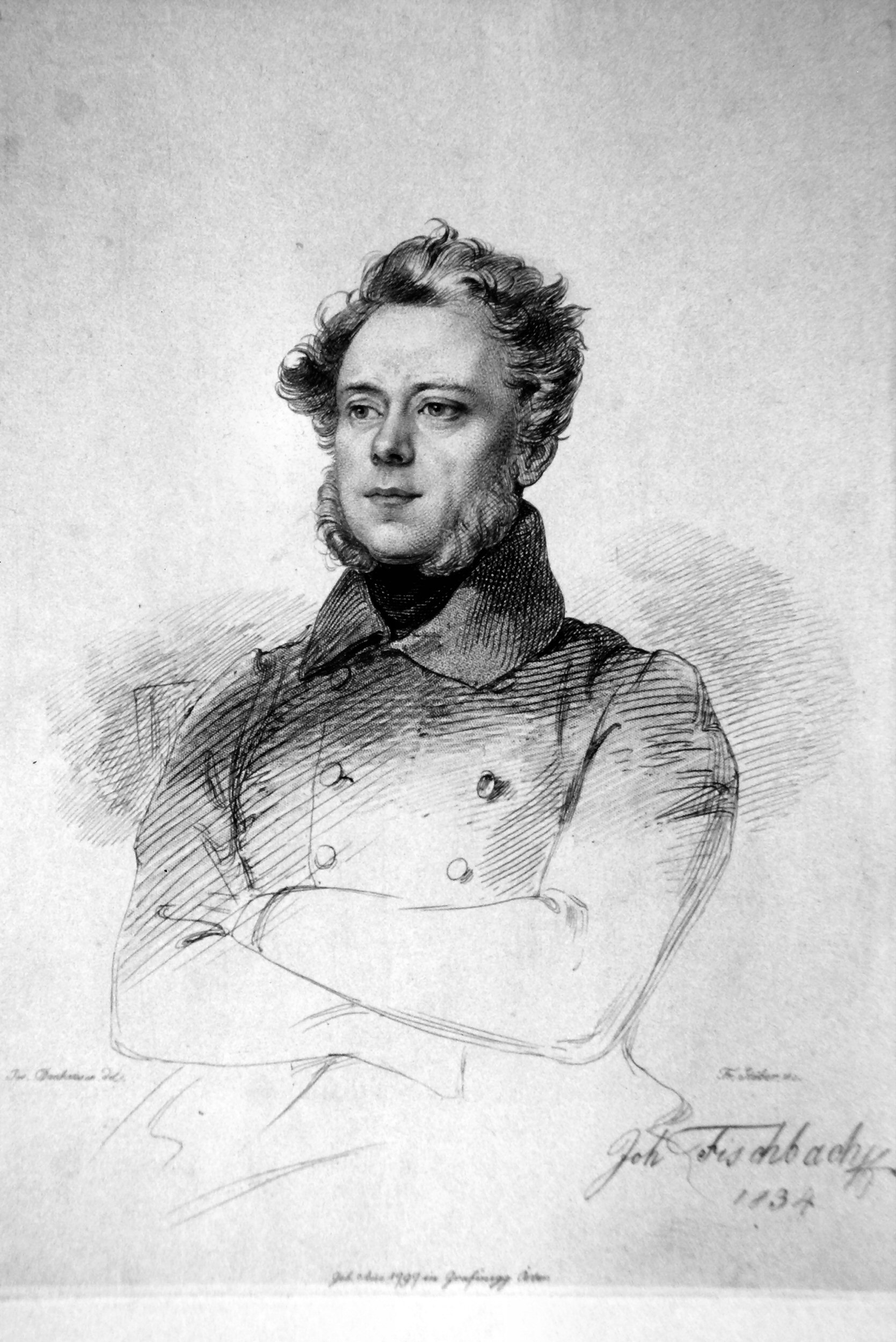
Johann Fischbach
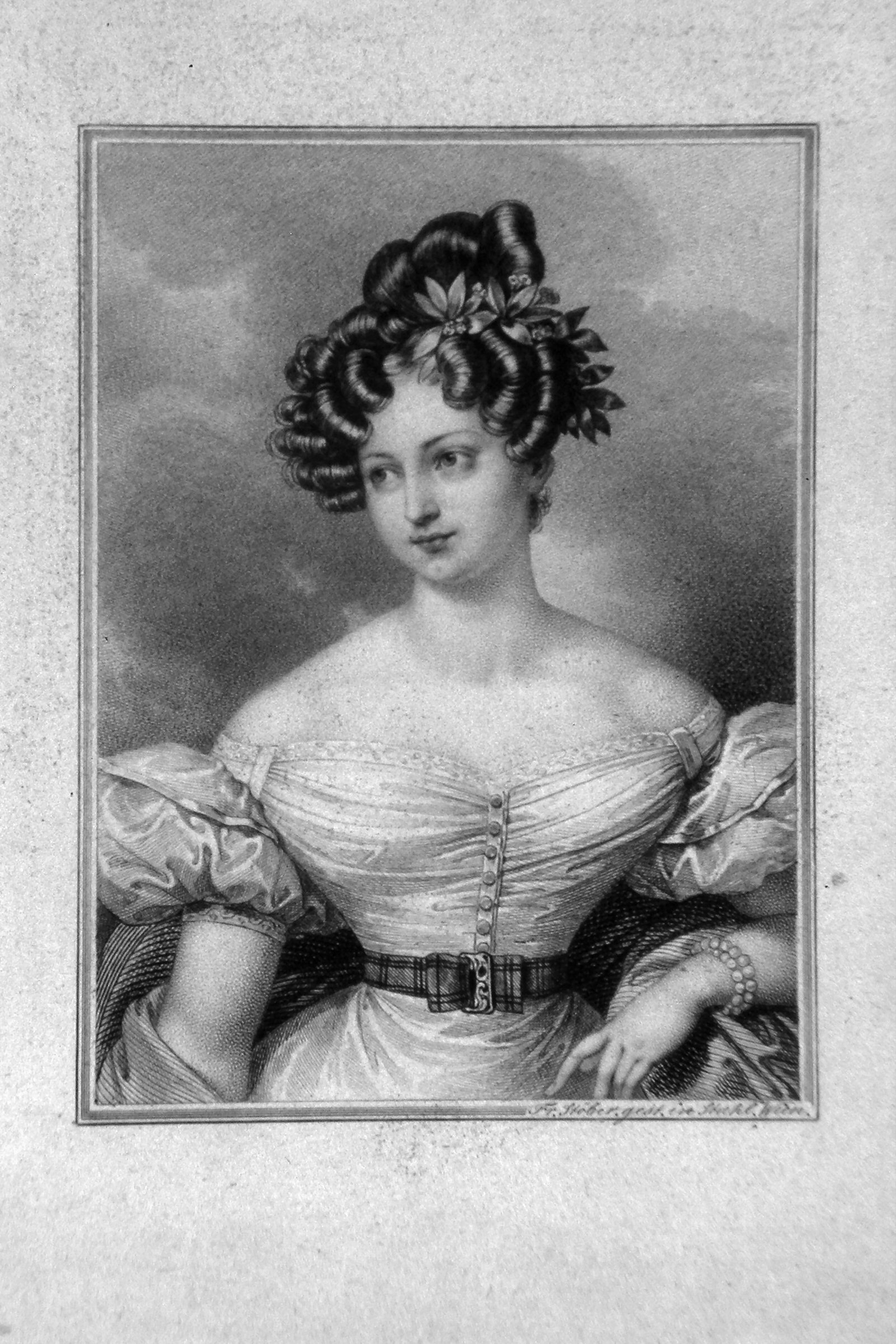
Caroline Bauer